# Senuc
 Senuc  es una población y comuna francesa, en la región de Champaña-Ardenas, departamento de Ardenas, en el distrito de Vouziers y cantón de Grandpré.
Está integrada en la Communauté de communes de l'Argonne Ardennaise.

## Demografía
| 489 | 566 | 597 | 640 | 763 | 801 | 746 | 721 | lac. | lac. | 625 | 612 | 541 | 520 | 547 | 505 | 449 | 416 | 377 | 338 | 323 | 305 | 285 | 307 | 286 | 234 | 206 | 219 | 177 | 168 | 150 | 142 | 150 | 155 |
| Para los censos de 1962 a 1999 la población legal corresponde a la población sin duplicidades (Fuente: INSEE [Consultar]) |     |     |     |     |     |     |     |      |      |     |     |     |     |     |     |     |     |     |     |     |     |     |     |     |     |     |     |     |     |     |     |     |     |